# Perxe Fosc
El Perxe Fosc és una obra de la Fatarella (Terra Alta) inclosa a l'Inventari del Patrimoni Arquitectònic de Catalunya.

## Descripció
Perxe situat a l'encreuament entre el c/ Alt i el c/ Sant Andreu. L'edifici situat a sobre el perxe està en mal estat de conservació i conserva al c/ Sant Andreu un balcó a la primera planta i una finestra, simètrics respecte el pas del porxo. Per la part posterior hi ha una petita finestra asimètrica a la dreta i queda vist un arc rebaixat de descàrrega de maó massís. El c/ Alt té pendent ascendent cap al c/ Dant Andreu. El cobert del porxo es fa mitjançant embigat amb cabirons de fusta en un sol tram, de costat a costat.
Els paraments laterals estan arrebossats.
Molt a prop hi ha Cal Sant.